# Homokdiód
Homokdiód (szerbül Орешац / Orešac, románul Oreşaţ) település Szerbiában, a Vajdaságban, a Dél-bánsági körzetben, Versec községben.

## Fekvése
Versectől délre, Párta és Temesőr közt fekvő település.

## Története
Homokdiód (Oresácz) a török hódoltság végén már lakott helynek írják, és az 1717. évi kamarai jegyzék 30 lakott házat írt le itt. A gróf Mercy-féle térképen Oreschez-et a verseczi kerületben tüntették fel, majd 1770-1773-ban a német-szerb határőröké lett, és ez időtől 1873-ig a bánsági Határőrvidékhez tartozott, és ekkor Temes vármegyéhez csatolták.
1848 november 9-én, a honvédeknek a szerbek fölött Strázsánál kivívott diadala után, a falut a Rózsa Sándor-féle szabadcsapat támadta meg és a falut kirabolta. A görögkeleti román templom 1871-ben épült.
Homokdiód határában találhatók a török hódoltság idejéből való Zsidóvár nyomai is.
1910-ben 770 lakosából 10 fő magyar, 453 fő román, 249 fő szerb, 1 fő szlovák,  53 fő egyéb (legnagyobbrészt cigány és cseh) anyanyelvű volt. Ebből 11 fő római katolikus, 755 fő görögkeleti ortodox vallású volt. 331 fő tudott írni és olvasni, 26 lakos tudott magyarul.
A trianoni békeszerződés előtt Temes vármegye Fehértemplomi járásához tartozott.

## Források

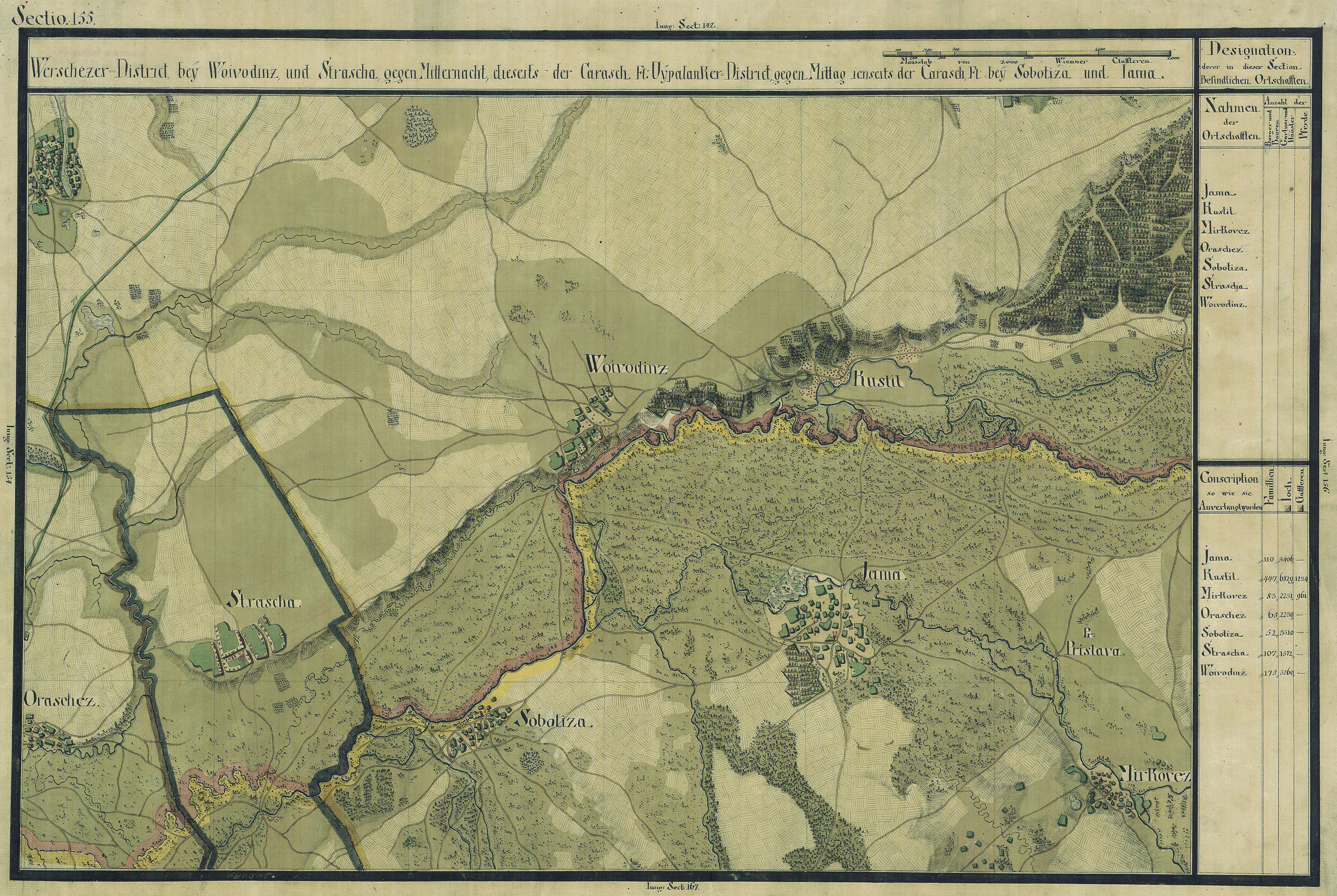
Homokdiód egy régi térképen

## Népesség

### Demográfiai változások
| 1948 | 1953 | 1961 | 1971 | 1981 | 1991 | 2002 | 2011 |
| ---- | ---- | ---- | ---- | ---- | ---- | ---- | ---- |
| 801  | 840  | 813  | 738  | 647  | 570  | 420  | 382  |